# El extranjero (película de 1967)
El extranjero es una película dramática ítalo-franco-argelina de 1967 dirigida por Luchino Visconti y protagonizada por Marcello Mastroianni. Está basada en la novela homónima de Albert Camus .

## Argumento
En la Argelia controlada por los franceses en 1935: el francés Arthur Meursault es el epítome de un hombre indiferente e impasible, un tipo extraño que realmente no puede distinguir entre el bien y el mal, lo correcto o incorrecto, cuya escala de valores es solo la propia, sin atenerse a las normas que sigue la sociedad. Discreto y apático, vive una vida intrascendente sin altibajos. Tampoco parece capaz de emociones más profundas. Cuando su madre muere, él no siente nada, incluso en su tumba no puede derramar una lágrima. Al día siguiente comienza una aventura con una mujer, la taquígrafa Marie Cardona, que no significa nada para él. Meursault es un extraño: un extraño para quienes lo rodean, un extraño en su ciudad, un extraño en el mundo.
El vecino de Meursault se llama Raymond, que no puede quitar las manos de las mujeres. Busca la amistad del protagonista y le pide que lo ayude con el asunto de una muchacha árabe. Meursault, indiferente como siempre, está de acuerdo. Una noche, Meursault y Marie escuchan gritos desesperados en la habitación de Raymond: es la muchacha árabe que pide ayuda al ser maltratada severamente. La policía interviene, pero Raymond no tiene que temer ninguna repercusión. Sin embargo, desde este incidente, siente que el hermano de la muchacha lo persigue día tras día. Un día Arthur, Marie y Raymond viajan al mar. También aquí aparece de repente el árabe. En el momento en que las cuatro personas se confrontan guardando silencio, Meursault toma un arma y, de forma bastante inesperada, mata al hombre. Dice la novela: “Me di cuenta de que había destruido el equilibrio del día, el silencio insólito de una playa donde había sido feliz. Luego disparé otras cuatro veces a un cuerpo sin vida, que las balas penetraron sin que nadie las viera. Y fue como cuatro golpes cortos en la puerta del desastre. "
Arthur Meursault es arrestado, encarcelado, acusado de asesinato y declarado culpable. En un informe, vuelve a afirmar con total impasibilidad que no quería matar al joven árabe y solo provoca risas en la sala del tribunal. No es tanto el hecho como tal lo que sobrecoge a los presentes, sino más bien las circunstancias que lo acompañan, la insensibilidad, la falta de afectación, la apatía, la frialdad y la indiferencia del ofensor, en una palabra: su ser "ajeno" en este mundo, en todos los aspectos. Meursault es condenado a muerte, pero no se siente culpable, ni siquiera el miedo a su propia muerte inevitable le asusta ni le despierta ninguna emoción, porque para él, la muerte es la única realidad. Ante un sacerdote que le exige remordimiento y penitencia poco antes de su ejecución, se da cuenta de lo feliz que ha sido hasta ahora y de lo absurda que le parece, sin embargo, esta vida.

## Detalles de la producción
El extraño se estrenó en Italia el 14 de octubre de 1967 y en Francia seis días después. 
La película tuvo una distribución problemática. Luego del estreno, solo se grabó en VHS y reimprimió en otros formatos de video doméstico más nuevos. La Cineteca Nazionale restauró la película en 1999.
En 1967 la película fue nominada a un Globo de Oro como Mejor Producción en Lengua Extranjera.
Mario Garbuglia estuvo a a cargo del diseño de producción y Piero Tosi diseñó el vestuario.
El actor Marcello Mastroianni y el editor de cine Ruggero Mastroianni eran hermanos.

## Críticas
Die Geschichte eines Mannes, der von der intoleranten Gesellschaft als Fremder vernichtet wird, weil er sich nach seinem Gewissen richtet und nicht nach ihren Konventionen und Vorurteilen. Sorgfältige, in der Milieuzeichnung vorbildliche Übertragung des Romans von Albert Camus.

Lexicon des internationalen Films

La película no aporta nada nuevo a quienes están familiarizados con la original, y ofrece a los visitantes imparciales poca información sobre la visión del mundo de Camus, que pasa a un segundo plano ante la trama exterior y las bellas imágenes. Sin embargo, podría dar motivos para pensar en interpretaciones y visiones de la vida existencialistas y cristianas del mundo, por lo que se recomienda para visitantes interesados y para la discusión.
Evangelischer Filmbeobachter, Evangelischer Presseverband München, crítica N° 121/1968.

Excelente adaptación de la novela existencialista de Albert Camus sobre un hombre que se siente completamente aislado de la sociedad. Mastroianni es el actor perfecto para el papel principal.
Leonard Maltin: Movie & Video Guide, 1996 edition, p. 1255

Luchino Visconti (Muerte en Venecia) adaptó magistralmente la historia de un hombre que no encuentra lugar en este mundo porque sigue su conciencia y no las convenciones sociales.
Hamburger Abendblatt con motivo del reestreno el 8 de julio de 2004

Juan Guillermo Ramírez destacó las referencias a la filosofía en la película: "El extranjero de Luchino Visconti, más que una película, más que una estructura estética que involucra la imagen con el eterno padecer del género del neorrealismo italiano, es el interés centrado en la poderosa expresión de la angustia, esa enfermedad mortal que llamaba Kierkegaard, en la más acertada acepción heideggeriana, lleva a su más frenético extremo. Deja en el ambiente la asfixiante sensación de un vacío más inmenso que el abismo pascaliano o que El Túnel de Sábato."
- Datos: Q2067859
- Multimedia: Lo straniero (film) / Q2067859

1. ↑  Horacio Ramírez (17 de noviembre de 2018). «“El extranjero”, de Luchino Visconti: Cuando un títere hace demasiado ruido». Cine y literatura. Consultado el 25 de julio de 2022.
2. ↑  «Der Fremde (1967)» [El extranjero]. Consultado el 25 de julio de 2022.
3. ↑  «Der Fremde (1967)» [El extranjero (1967)] (en alemán). Consultado el 25 de julio de 2022.
4. ↑  Juan Guillermo Ramírez (13 de julio de 2014). «La angustia a bordo de mí mismo: El Extranjero de Luchino Visconti». Literariedad. Consultado el 25 de julio de 2022.